# Antoine Courtens
Pour les articles homonymes, voir Courtens.
Antoine Courtens, né à Saint-Josse-ten-Noode le 13 mars 1899 et mort le 21 juin 1969 à Bruxellesest un architecte belge. Il est le plus jeune fils du peintre Franz Courtens

## Biographie
Il est l'élève de l'architecte Baron Victor Horta à l'Institut supérieur des Beaux-Arts d'Anvers - 1918 à 1924. Il devient lauréat du Prix Léonard Blomme en 1923 puis reçoit le Prix Godecharle avec « félicitations du jury » 1925. Il est aussi lauréat du grand concours d'architecture de Rome 1925.
Il présente différents rapports à l'Académie royale de Belgique relatant les voyages d'études faits en France (séjour de 1 an et demi), en Italie, Sicile et la Grèce (2 années).
Il devient Membre de la Société centrale d'Architecture de Belgique et Chevalier de l'Ordre de la Couronne en 1931.

## Quelques réalisations
- Hôtel Haerens, avenue Brugmann 384, Bruxelles, 1928-1931
- Palais de la Folle Chanson, boulevard Général Jacques 2, Ixelles (Bruxelles), 1928
- Siège d'Électrorail, rue de l'Association 57-59-61, Ville de Bruxelles, 1930-1931
- Statue équestre de Léopold II, à Ostende, réalisée avec son frère, le sculpteur Alfred Courtens (1931).
- L'hôtel de la Pointe-Bleue, les centres communautaire et sportif et quelques autres bâtiments de style Art déco du Centre commercial du Domaine-de-l'Estérel[3] qu'a développé le baron Louis Empain à Sainte-Marguerite-du-Lac-Masson, au Québec, entre 1936 et le début de la Seconde Guerre mondiale ;
- Façade de l'église du Gesù, à Bruxelles (1939) ;
- bâtiment de l'École hôtelière du CERIA, avenue Émile Gryson 1, 1948, en collaboration avec Michel Polak et ses fils André et Jean Polak[4]

Le Palais de la Folle Chanson
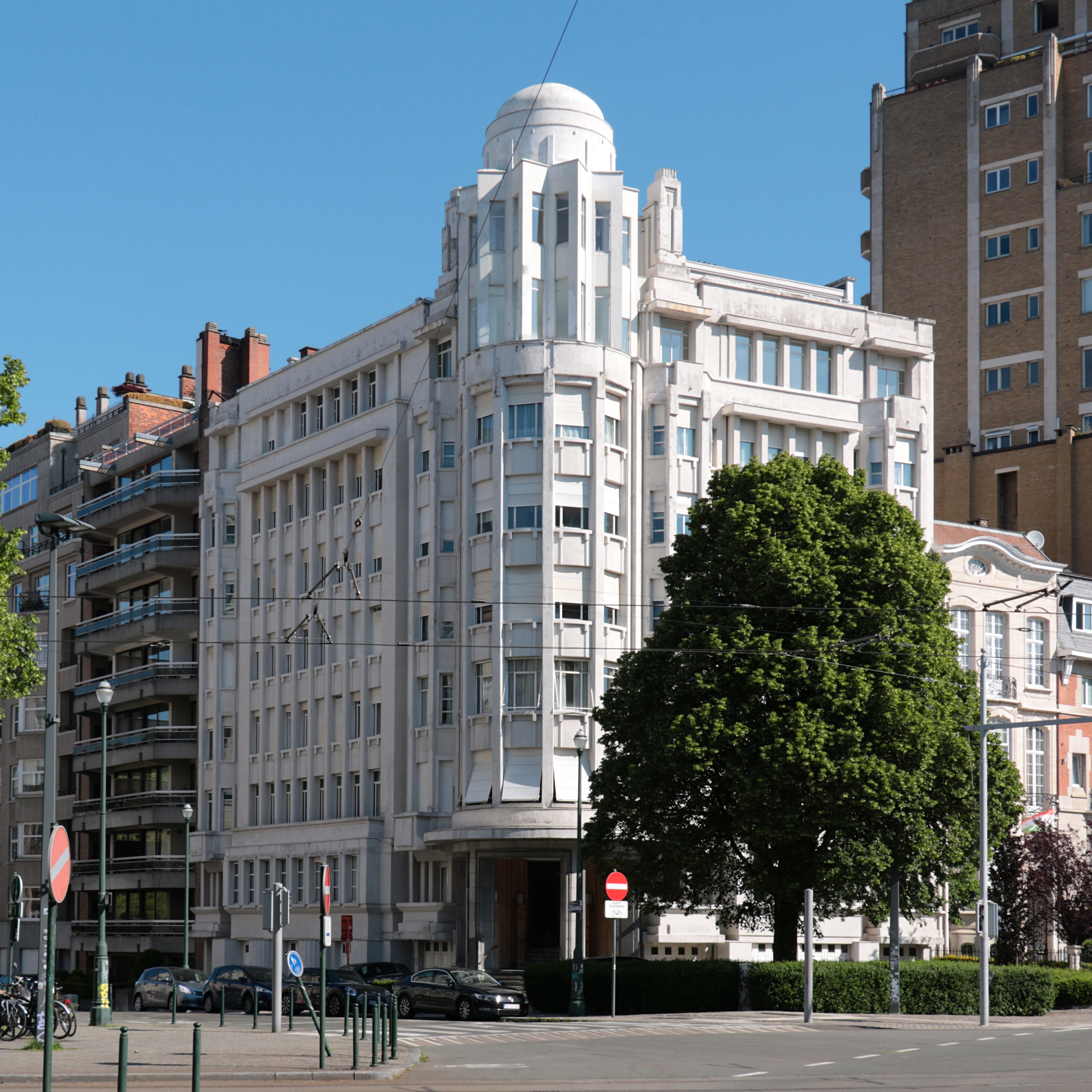
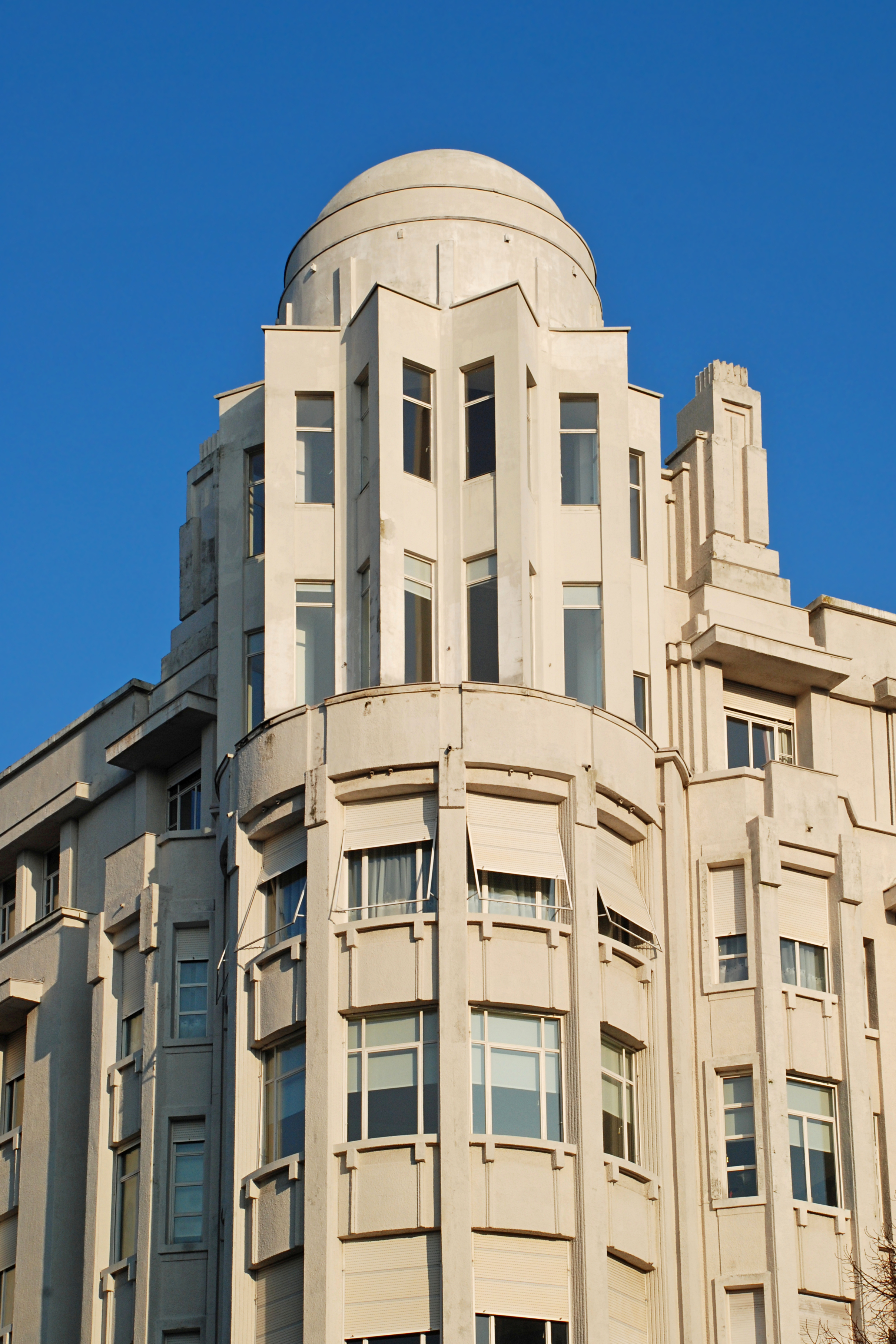
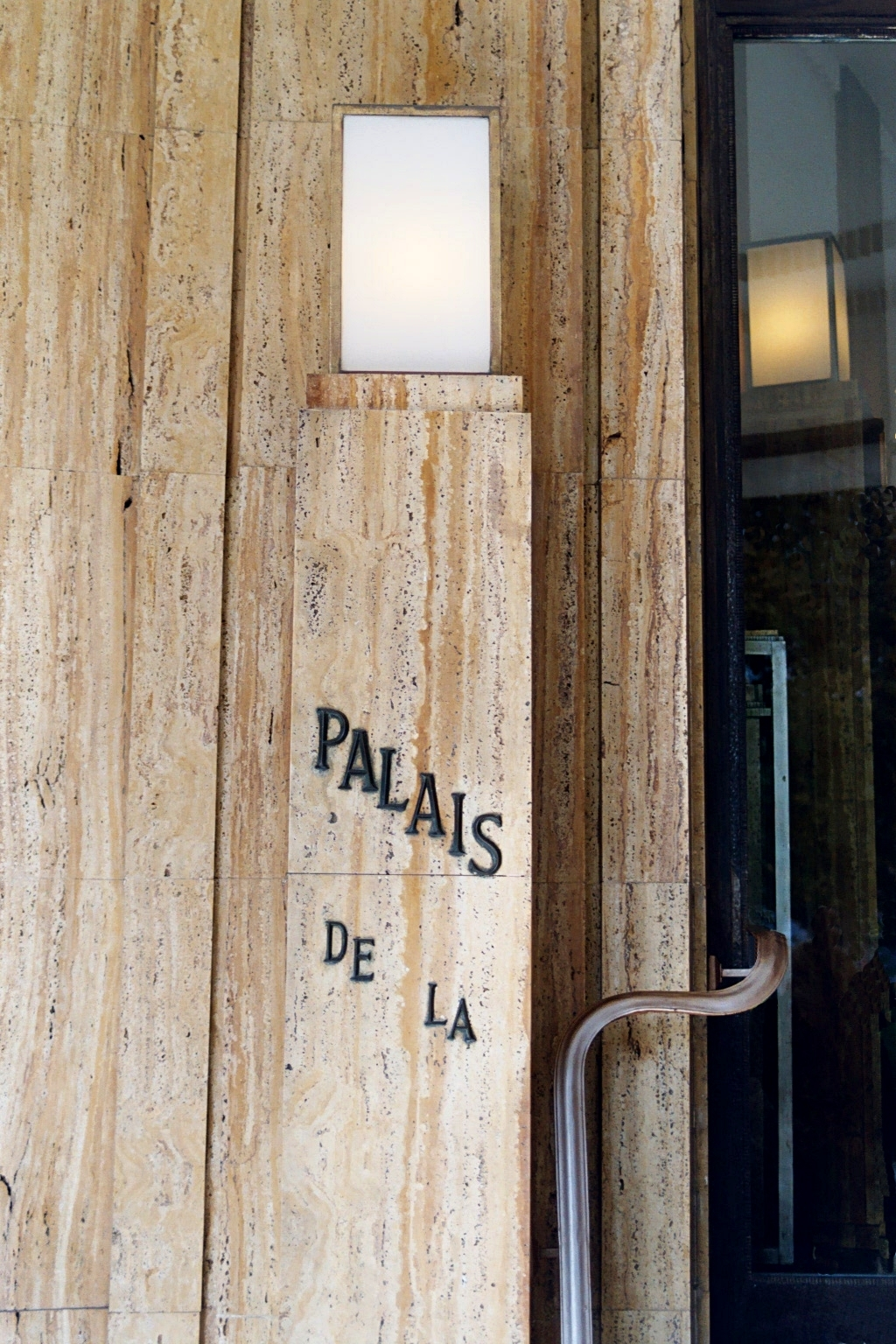
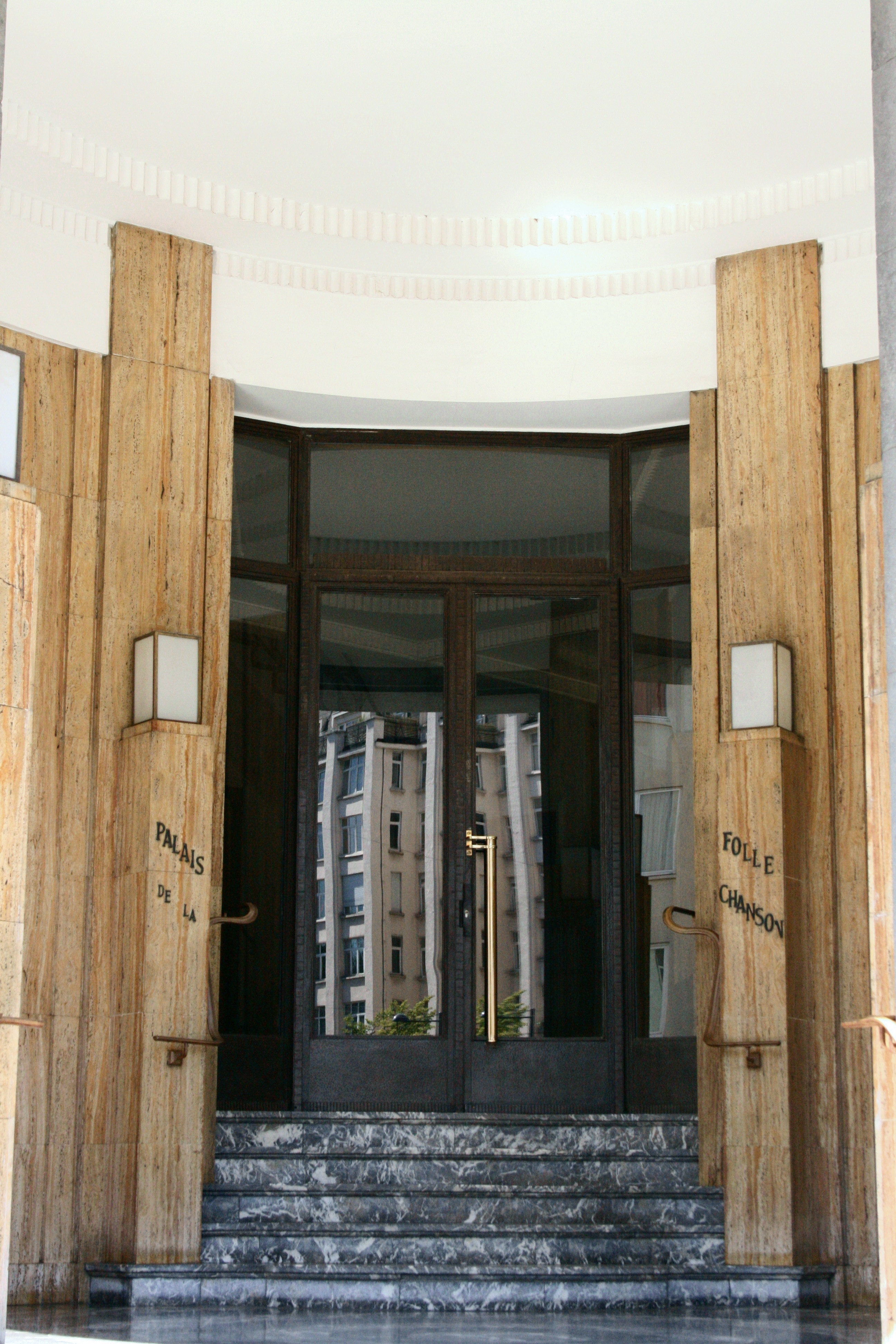
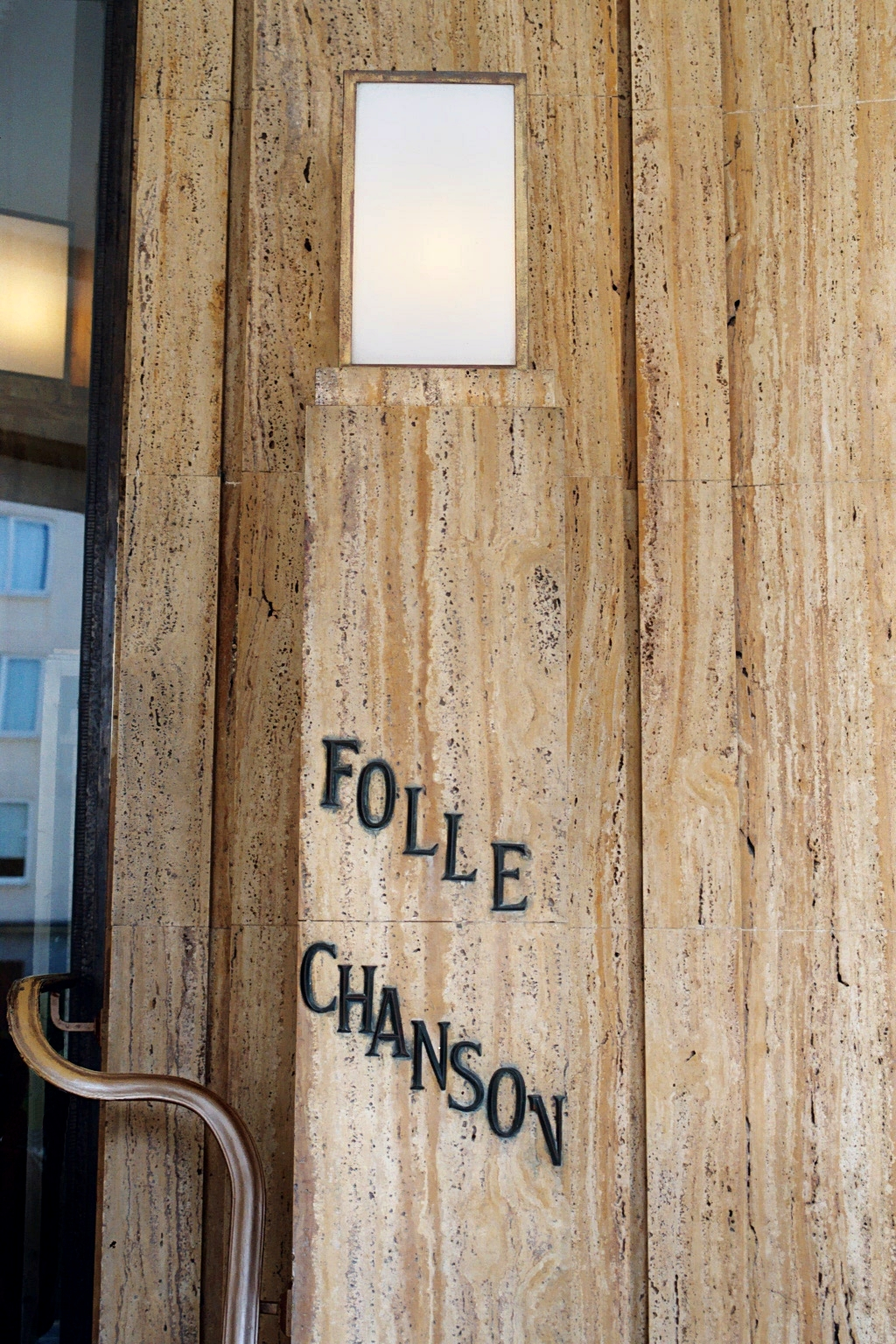